# Nancy Drew: Ransom of the Seven Ships
Ransom of the Seven Ships es la vigésima entrega de la serie de juegos de aventuras point-and-click Nancy Drew de Her Interactive. El juego está disponible para jugar en plataformas Microsoft Windows. Tiene una clasificación ESRB de E por momentos de violencia leve y peligro. Los jugadores asumen la perspectiva en primera persona de la detective amateur ficticia Nancy Drew y deben resolver el misterio interrogando a los sospechosos, resolviendo acertijos y descubriendo pistas. Hay dos niveles de juego, el modo detective junior y el modo detective senior, cada uno ofrece un nivel de dificultad diferente de acertijos y pistas; sin embargo, ninguno de estos cambios afecta la trama del juego. El juego está basado vagamente en el libro The Broken Anchor (1983).
Her Interactive descontinuó el juego en julio de 2020, retirándolo de los minoristas digitales debido a las preocupaciones por la inclusión de un personaje australiano blanco que se presenta como un nativo de Jamaica.

## Trama
Bess Marvin gana unas vacaciones de cinco días en las Bahamas e invita a Nancy Drew y George Fayne a ir con ella. Antes de que Nancy llegue al resort, Bess es secuestrada y la única forma de salvarla es resolver un misterio bahameño de 300 años de antigüedad. Las aguas peligrosas impiden que los cazadores de tesoros exploren los arrecifes alrededor de Dread Isle, pero esta isla remota podría ocultar las riquezas de la flota perdida de siete barcos de El Toro.

## Desarrollo

### Personajes
- Nancy Drew - Nancy es una detective aficionada de 18 años de la ciudad ficticia de River Heights en Estados Unidos. Ella es el personaje jugable principal del juego, y el jugador resuelve partes del misterio desde su perspectiva.
- George Fayne - George es uno de los mejores amigos de Nancy y primo de Bess. Ella es sensata y se enfrenta a la vida con naturalidad. Ella es quien recuerda los pequeños detalles y es la mejor con la tecnología. En Dread Isle, se siente impotente cuando secuestran a Bess y trata de arreglar un teléfono satelital. George también es un personaje jugable, y el jugador resuelve partes del misterio desde su perspectiva.
- Bess Marvin - Bess es un niño un poco loco, pero es genial con la gente y es capaz de persuadirlos para que hagan cualquier cosa. Con un gran sentido de la moda y una disposición alegre, se la puede convencer para que ayude a Nancy en un caso. Pero cuando Bess es secuestrada en la Isla del Terror, necesitará la ayuda de Nancy para escapar.
- Johnny Rolle - Johnny está atrapado en Dread Isle porque unos monos destrozaron su bote. No puede irse hasta que las reparaciones estén terminadas.
- Coucou - Coucou es un loro amazónico de cabeza amarilla y doble habla. Ella escucha los secretos que la gente susurra.
- Los Gibson - Los Gibson son los propietarios del complejo donde se alojan Nancy, George y Bess. George sospecha que son los secuestradores porque el mapa encontrado en el armario de suministros de buceo parece mostrar que han estado rastreando los movimientos de Nancy. ¿Son ciertas las sospechas de George?

### Elenco
- Nancy Drew / Coucou el loro / Monos - Lani Minella
- Johnny Rolle como Jonah von Spreekin
- George Fayne -Chiara Motley
- Bess Marvin -Jennifer Pratt
- Piloto - Keith Dahlgren
- Roy MacGuffin -George Kaplan
- Secuestrador 1 - Bruno Personne
- Secuestrador 2 - Dieter Niemand[4]

## Descontinuación
El juego fue eliminado de Steam y del sitio web de Her Interactive en julio de 2020. Refinery29 informó que el juego había sido eliminado debido a su contenido racista, específicamente el punto de la trama de un personaje blanco disfrazado de hombre jamaiquino durante gran parte del juego. Her Interactive confirmó este motivo de su exclusión de la lista en respuesta a un correo electrónico de un fan, afirmando que la compañía está «comprometida a ser sensible y respetuosa con las personas de color y, por lo tanto, ha descontinuado la disponibilidad de este juego».